# Route A13 (Lettonie)
Pour les articles homonymes, voir A13.
La route A13 (Autoceļš A13) est une  route nationale de Lettonie reliant frontière russe à la frontière lituanienne. Elle mesure 163,4 km. Elle fait partie de la route européenne 262.

## Tracé
- Nesteri (lv)
- Kārsava
- Rēzekne
- Bekši (lv)
- Malta (lv)
- Špoģi (lv)
- Maļinova (lv)
- Lociki (lv)
- Daugavpils
- Medumi (lv)